# Bultige zeevinger
De bultige zeevinger (Alcyonidium mamillatum) is een mosdiertjessoort uit de familie van de Alcyonidiidae. De wetenschappelijke naam van de soort is voor het eerst geldig gepubliceerd in 1857 door Alder.